# Rale Micic
Rale Mićić (Belgrado, 9 oktober 1975) is een Servische jazzgitarist en -componist.

## Biografie
Mićić verhuisde in 1995 naar de Verenigde Staten, nadat hij een studiebeurs had ontvangen van het Berklee College of Music, waar hij studeerde bij George Garzone, John Thomas en Bob Brookmeyer. Het was ook tegen die tijd dat Mick Goodrick zijn mentor werd. In 2000 verhuisde Mićić naar New York. Zijn debuutalbum Bridges (CTA, 2003) mixte jazz met Balkanmuziek. Op zijn tweede album Serbia stond jazztrompettist Tom Harrell.

## Discografie

### Als leader
- 2003: Bridges (CTA)
- 2006: Serbia (CTA)
- 2010: 3 (CTA)
- 2016: Night Music (Whaling City Sound)
- 2016: Inspired (ArtistShare) met John Abercrombie, Peter Bernstein en Lage Lund

- International Standard Name Identifier: 0000 0000 5680 1545
- Library of Congress Control Number: no2009033155
- MusicBrainz: af8c206b-724a-42e0-a563-5f16518c1667
- Virtual International Authority File: 83557205
- WorldCat: E39PBJB4dmrbkGcJPXHtfqV6Kd